# Kanton Argelès-Gazost
Argelès-Gazost is een voormalig kanton van het Franse departement Hautes-Pyrénées. Het kanton maakte deel uit van hetarrondissement Argelès-Gazost. Bij decreet van 25 februari 2014, met uitwerking op 22 maart 2015, werd het kanton samengevoegd met de kantons Aucun en Luz-Saint-Sauveur tot het kanton La Vallée des Gaves.

## Gemeenten
Het kanton Argelès-Gazost omvatte de volgende gemeenten:
- Adast
- Agos-Vidalos
- Arcizans-Avant
- Argelès-Gazost (hoofdplaats)
- Artalens-Souin
- Ayros-Arbouix
- Ayzac-Ost
- Beaucens
- Boô-Silhen
- Cauterets
- Gez
- Lau-Balagnas
- Ouzous
- Pierrefitte-Nestalas
- Préchac
- Saint-Pastous
- Saint-Savin
- Salles
- Sère-en-Lavedan
- Soulom
- Uz
- Vier-Bordes
- Villelongue